# Euroband
Euroband est un groupe islandais composé de Friðrik Ómar et Regína Ósk.
Ils ont participé pour l'Islande au Concours Eurovision de la chanson en 2008 avec la chanson This is my life et terminèrent 14e.
Auparavant, ils avaient plusieurs fois tenté la sélection islandaise séparément sans jamais arriver à être choisi pour représenter le pays.
Regína Ósk a été choriste pour les chansons islandaises de 2001, 2003 et 2005 alors que Friðrik Ómar a été choriste pour la chanson de 2009.